# دایهاتسو هایجت
دایهاتسو هایجت (Daihatsu Hijet) خودرویی است که از سال ۱۹۶۰ تا کنون تولید شده‌است. 
این خودرو در کلاس کامیونت قرار گرفته، است. 